# Paulo Lúcio de Paula Teixeira
Paulo Lúcio de Paula Teixeira ou simplesmente, Paulinho,  (Ibiá, 3 de março de 1933), foi um ex-futebolista brasileiro que atuava como atacante. Foi o maior artilheiro da história do Uberaba. Marcou mais de 200 gols em quase uma década como ídolo da torcida colorada.
Deu seus primeiros chutes no Esporte Clube Ferroviário, de Ibiá. Em 1950 foi jogar no juvenil do América Mineiro. Dois anos depois, o primeiro contrato profissional, com o Comercial de Campo Belo. No final de 53 chegou a Uberaba, tornando-se rapidamente ídolo da torcida. Suas principais características eram o apurado domínio de bola, a arrancada fulminante em direção ao gol e um raro faro de gol. 
Fã de Nora Ney, Nelson Gonçalves e Dalva de Oliveira, era torcedor de Flamengo e Palmeiras, mas não teve oportunidade de jogar nos times de coração. As boas jornadas pelo Uberaba o levaram a jogar no Fluminense e no São Paulo. Para o craque da seleção Zizinho, que chegou a jogar uma partida amistosa pelo Uberaba, Paulinho era um jogador completo, o poliesportivo Paulinho Teixeira situado em sua terra natal, é uma homenagem ao ex-jogador que levou o nome de Ibiá aos campos de futebol, hoje o poliesportivo é um dos maiores da região com uma ampla estrutura e capacidade para mais de 5.000 pessoas 